# Biùtiful cauntri
Biùtiful cauntri (trascrizione italiana della pronuncia della locuzione inglese "Beautiful country") è un film documentario realizzato nel 2008 da Esmeralda Calabria, Andrea D'Ambrosio e Peppe Ruggiero.

## Trama
Affronta il tema della crisi dei rifiuti in Campania e dell'inquinamento nella regione italiana, focalizzandosi sui problemi delle innumerevoli discariche abusive, dell'ecomafia e delle conseguenze dell'inquinamento sull'allevamento, in particolare delle pecore, e sull'agricoltura, oltre a fornire degli indizi sul fatturato derivante dallo smaltimento illegale dei rifiuti. Il film rappresenta l'avvelenamento lento della popolazione a causa dell'inquinamento causato dalla camorra e sfrenato dai politici e dal governo.

## Distribuzione
È stato presentato a novembre 2007 nell'ambito del Torino Film Festival, dove ha ricevuto una menzione speciale, ed è poi uscito il 7 marzo 2008 in dieci sale italiane. Il 15 luglio 2008 il film è uscito nelle sale francesi, dove è stato recensito piuttosto positivamente dal quotidiano Le Monde.
Il film è stato edito in DVD insieme a un breve libro nella collana Senza Filtro della Biblioteca Universale Rizzoli.

## Riconoscimenti
- 2007 Torino Film Festival, Menzione Speciale della Giuria
- 2008 Nastro d'argento Miglior documentario uscito in sala
- 2008 Globo d'oro Migliore documentario
- 2008 Ciak d'oro a Esmeralda Calabria per il miglior montaggio[1]
- 2009 Premio Giancarlo Siani - 1º premio ex aequo per l'Audiovisivo (16 ottobre 2009)
- 2009 Premio Giuseppe Fava
- 2009 ItaliafilmFest, Menzione Speciale della Giuria
- Bellaria Film Festival, Menzione Speciale
- 2008 Visioni Italiane di Bologna, Vincitore della Sezione Visioni Ambientali
- Giornate professionali del cinema di Sorrento, Premio FAC
- Invisibile film festival, Cava dei Tirreni, Gran Premio della Giuria
- Food in festival Premio Speciale del Comitato d'Onore
- Festambiente, Miglior Documentario di Impegno Civile
- Premio Marcello Torre per l'Impegno Civile consegnato a Pagani

### Trailer
- Trailer su www.mymovies.it, su mymovies.it.

### DVD
- Versione DVD, su lafeltrinelli.it. URL consultato il 5 novembre 2009 (archiviato dall'url originale il 19 giugno 2008).